# 11011 KIAM
كي آي أي أم (ويعرف أيضًا باسم 11011 كي آي أي أم وفق تسمية الكوكب الصغير) (بالإنجليزية: KIAM)‏ هو كويكب ضمن حزام الكويكبات؛ وترتيبه 11011 من حيث الاكتشاف.
اكتُشف هذا الجُرم الفلكي بواسطة نيكولاي تشيرنيخ في 22 أكتوبر 1981، وأُطلق عليه هذا الاسم نسبةً إلى Keldysh Institute of Applied Mathematics ‏.

## وصلات خارجية
- 11011 KIAM في قاعدة بيانات مختبر الدفع النفاث لأجرام النظام الشمسي الصغيرة

- الاكتشاف · مخطط المدار ·  العناصر المدارية · المعلمات المادية

- 11011 KIAM على موقع ويكي سكاي: DSS2, SDSS, GALEX, IRAS, Hydrogen α, X-Ray, Astrophoto, Sky Map, Articles and images